# بهائیان (کتاب)
بهائیان عنوان کتابی است نوشته سید محمدباقر نجفی پیرامون تاریخ پیدایش شیخیه و بهائیت. 
این کتاب ابتدا توسط انتشارات طهوری در سال ۱۳۵۶ منتشر گردید و سپس با تصحیح مجدد در سال ۱۳۸۳ توسط انتشارات مشعر منتشر گردید. 